# Comércio de carbono pessoal
O racionamento de carbono, como meio de reduzir emissões de CO2 pode assumir várias formas. Uma delas, o comércio de carbono pessoal, consiste em uma série de esquemas de comércio de emissões sob os quais os créditos de emissões seriam alocados a indivíduos adultos em uma base per capita dentro dos orçamentos nacionais de carbono . Os indivíduos então entregam esses créditos ao comprar combustível ou eletricidade. Indivíduos que desejam ou precisam emitir em um nível acima do permitido por sua alocação inicial poderiam comprar créditos adicionais no mercado pessoal de carbono, gerando lucro para aqueles indivíduos que emitem em um nível abaixo do permitido por lei.

## Propostas
As propostas incluem:
- Cotas de Energia Comercializável (TEQs) – idealizado pelo escritor ambiental David Fleming, que publicou a ideia pela primeira vez em 1996 sob seu antigo nome de Cotas Comercializáveis Domésticas (DTQs). O Tyndall Centre for Climate Change Research do Reino Unido vem pesquisando esse esquema desde 2003,[4] e mais recentemente a Royal Society for the incentive of Arts, Manufactures & Commerce (RSA) por meio de seu projeto Carbon Limited .[5] O sistema foi objeto de um estudo de viabilidade financiado pelo governo do Reino Unido em 2008,[6][7] um relatório do Grupo Parlamentar de Todos os Partidos em 2011,[8] e um debate da Comissão Europeia em 2018.[9]
- Personal Carbon Allowances (PCAs) – descrito no livro “How we can save the planet” de Mayer Hillman e Tina Fawcett. O trabalho em PCAs está em andamento no Environmental Change Institute,[10] Oxford, Reino Unido. O título "PCAs" ou "esquema PCA"  é usado genericamente também para se referir a qualquer forma proposta de comércio pessoal de carbono.
- Subsídios de Poluição Pessoal Negociáveis – originalmente propostos em um artigo do Dr. Kirk Barrett em 1995[11] e aplicáveis a qualquer forma de poluição, incluindo dióxido de carbono.
- Comércio de emissões para usuários finais – proposta preliminar em um artigo de Suryapratim Roy e Edwin Woerdman que analisa algumas das nuances legais e políticas de um esquema de comércio de emissões para indivíduos, por exemplo, em toda a UE.[12]

Os indivíduos manteriam seus créditos de emissões em contas eletrônicas e os devolveriam quando fizessem compras relacionadas ao carbono, como eletricidade e combustível. Os PCAs também podem exigir que os indivíduos usem créditos para transporte público. As cotas de energia negociáveis trariam todos os outros setores da sociedade (por exemplo, indústria, governo ) dentro do escopo de um único esquema.
Indivíduos que excederem sua alocação (ou seja, aqueles que desejam usar mais créditos de emissões do que receberam) poderiam comprar créditos daqueles que usam menos, de modo que os indivíduos que estão sob alocação lucram com sua pequena pegada de carbono.
Os defensores do comércio pessoal de carbono afirmam que é uma maneira equitativa de lidar com as mudanças climáticas e o pico do petróleo, pois poderia garantir que uma economia nacional vivesse dentro de seu orçamento de carbono acordado e garantiria acesso justo a combustível e energia. Eles também acreditam que isso aumentaria a 'alfabetização de carbono' entre o público, ao mesmo tempo em que encorajaria economias mais localizadas. Por exemplo, no Reino Unido, a cidade de Manchester afirma que é "a primeira cidade a se comprometer a capacitar todos os seus cidadãos com alfabetização de carbono".
O comércio pessoal de carbono tem sido criticado por sua possível complexidade e altos custos de implementação. Há também o medo de que o "racionamento" pessoal e o comércio de licenças sejam politicamente inaceitáveis, especialmente se essas licenças forem usadas para comprar de indústrias que já estão repassando os custos de sua participação na taxa de carbono ou esquemas de comércio, como o EU ETS . 
Pesquisas nesta área mostraram que o comércio pessoal de carbono seria um instrumento de política progressiva – redistribuindo dinheiro dos ricos para os pobres – já que os ricos usam mais energia do que os pobres e, portanto, precisariam comprar permissões. Isso contrasta com um imposto direto sobre o carbono, uma política que acada por prejudiar as pessoas de baixa renda.

## Pesquisa e desenvolvimento
Em 2021, um estudo publicado na Nature Sustainability concluiu que as permissões pessoais de carbono (PCAs) poderiam ser um componente da mitigação das mudanças climáticas. Eles descobriram que a recuperação econômica do COVID-19 e as novas capacidades de tecnologia digital abrem uma janela de oportunidade para as primeiras implementações de teste em países tecnologicamente avançados conscientes do clima. Os PCAs consistiriam em – por exemplo, monetários – feedbacks de crédito e níveis de inadimplência decrescentes – alinhados com as emissões máximas regionais calculadas para o alcance da meta de emissão – de permissões de emissões per capita. Os pesquisadores descobriram que os avanços recentes na tecnologia de aprendizado de máquina e "opções mais inteligentes de casa e transporte tornam possível rastrear e gerenciar facilmente uma grande parte das emissões dos indivíduos" . Também notaram que o retorno de informações é eficaz para reduzir as emissões relacionadas à energia e novos aplicativos personalizados podem ser projetados. As questões podem incluir privacidade, a avaliação de emissões de indivíduos que, por exemplo, co-administram empresas multinacionais, manutenção de dados precisos e anônimos, aplicação internacional, escopo e lacunas de avaliações e  aceitação pública.

## Progresso para a implementação
A Ilha Norfolk está testando o primeiro programa pessoal de comércio de carbono do mundo, começando em 2011.
O Climate Change Act 2008 também concede poderes que permitem ao governo do Reino Unido introduzir um esquema pessoal de comércio de carbono sem mais legislação primária.
Em maio de 2008, o DEFRA concluiu um estudo de viabilidade sobre os TEQs, com uma manchete revelando que "o comércio pessoal de carbono tem potencial para envolver os indivíduos na ação de combate às mudanças climáticas, mas está essencialmente à frente de seu tempo e os custos esperados para implementação são altos". Com base nisso, o DEFRA anunciou que "o governo (do Reino Unido) continua interessado no conceito de comércio pessoal de carbono e, embora não continue seu programa de pesquisa nesta fase, monitorará a riqueza da pesquisa com foco nessa área e poderá introduzir comércio de carbono pessoal se o valor da economia de carbono e as implicações de custo mudarem".
Mais tarde naquele mesmo mês, o Comitê de Auditoria Ambiental do Parlamento do Reino Unido produziu seu relatório sobre o assunto, que concluiu que “o comércio pessoal de carbono pode ser essencial para ajudar a reduzir nossa pegada de carbono nacional” e repreendeu o governo por atrasar um estudo de viabilidade completo, afirmando que “ embora elogiemos o Governo pela sua intenção de manter o envolvimento no trabalho académico sobre o tema, instamos-o a assumir um papel mais forte, liderando e moldando o debate e coordenando a investigação".

## Propostas e iniciativas de redução de emissões relacionadas
- Grupos de Ação de Racionamento de Carbono[28][29] – grupos no Reino Unido e nos EUA que voluntariamente limitam suas emissões de gases de efeito estufa

## meios de comunicação
O racionamento de carbono é considerado no longa-metragem The Age of Stupid, lançado em fevereiro de 2009.

### Em geral
- O que é a política de Comércio Pessoal de Carbono? (inglês)
- Conselho de Pesquisa Energética do Reino Unido. Orçamento pessoal de carbono: O que as pessoas precisam saber, aprender e ter para gerenciar e viver dentro de um orçamento de carbono e as políticas que podem apoiá-los? . Por Parag & Strickland (2009).(inglês)

- Racionamento de carbono e subsídios pessoais de carbono CarbonEquity é uma ONG de educação e defesa das mudanças climáticas .(inglês)
- Em Movimento: Revisão Anual da SDC 2005 – proposta da Comissão de Desenvolvimento Sustentável do Reino Unido (inglês)
- Descrição do projeto RSA sobre comércio pessoal de carbono – Carbon Limited(inglês)
- Site da RSA Carbon Limited (inglês)
- Relatório final da RSA Carbon Limited Um clima persuasivo: negociação pessoal e mudança de estilo de vida (dezembro de 2008) (inglês)
- Artigo do RSA Journal O que devemos fazer para salvar o planeta (junho de 2006)(inglês)
- Relatório da RSA Carbon Limited apoiando a implementação de um esquema de comércio de carbono pessoal do Reino Unido a partir de 2013 (setembro de 2007)(inglês)
- O parágrafo 2.84 da Energy Review do governo do Reino Unido (11 de julho de 2006) anuncia um estudo sobre o comércio pessoal de carbono e outras abordagens para mobilizar indivíduos (inglês)
- Governo considerará concessões pessoais de carbono – comunicado de imprensa do Departamento de Meio Ambiente, Alimentação e Assuntos Rurais do Reino Unido (19 de julho de 2006, inglês)
- Comércio de emissões de mobilidade pessoal em Lahti (inglês)

### TEQs (Cotas de Energia Comercializável) - anteriormente conhecidas como Quotas Comercializáveis Domésticas (DTQs)
- O site do Fleming Policy Center sobre cotas de energia negociáveis (inglês)
- A entrada sobre TEQs do Lean Logic de Fleming: A Dictionary for the Future and How to Survive It (publicado online em abril de 2020, inglês)
- A Comissão Europeia debate TEQs, presidida por Molly Scott Cato MEP (setembro de 2018, inglês)
- O relatório do Grupo Parlamentar de Todos os Partidos sobre o Pico do Petróleo sobre os TEQs, disponível para download em PDF (janeiro de 2011, inglês)
- Cotas negociáveis domésticas: Quer comprar e vender seus hábitos sujos? – Financial Times (9 de outubro de 2006, inglês)
- Resumo do Tyndall Center da pesquisa DTQ (2005, inglês)
- Energy and the Common Purpose, de David Fleming, disponível para download em PDF ) (2005, inglês)